# Fuori di gusto
Fuori di gusto era un programma televisivo italiano di genere enogastronomico condotto da Vladimir Luxuria e Fede&Tinto, trasmesso su LA7 dal 15 dicembre 2012 al 2013.

## Il programma
I conduttori viaggiano per l'Italia a bordo di un fuoristrada e narrano i loro weekend fatti di scoperte enogastronomiche italiane.
Il programma è scritto da Federico Quaranta (Fede) e Nicola Prudente (Tinto), gli stessi conduttori di  Decanter su Radio2, con la collaborazione di Francesco Acampora e Alberto Consarino.
Produttore esecutivo del road show è Federica Morelli, mentre curatrice per La7 è Elisabetta Arnaboldi.